# Gian Franco Lami
Gian Franco Lami (Roma, 4 luglio 1946 – 23 gennaio 2011) è stato un filosofo italiano.

## Biografia
Gian Franco Lami, laurea in Giurisprudenza e Scienze Politiche, è stato assistente universitario di Augusto Del Noce, collaboratore di Francesco Mercadante per Filosofia del Diritto, nella Facoltà di Scienze Politiche della Sapienza.. Dal 1994 al 1998 ha insegnato presso la Facoltà di Scienze Politiche dell'Università di Teramo; dal 1998 Filosofia Politica presso la Pontificia Università Urbaniana di Roma. Dal 2000 al 2011, è stato docente di Filosofia Politica, nella Facoltà di Scienze Politiche della Sapienza di Roma. Ha collaborato e pubblicato numerosi lavori con diversi giornali e riviste specializzate, tra esse Letteratura e Tradizione; ha partecipato e curato costantemente convegni filosofici, politici e culturali: tra questi LUISS-Guido Carli di Roma (1993-1998), incontri sullo stesso Augusto Del Noce, Julius Evola, Eric Voegelin. Ha promosso con Emiliano Di Terlizzi la Scuola Romana di Filosofia Politica.

## Opere

### Saggistica
- "Introduzione a Eric Voegelin. Dal mito teo-cosmogonico al sensorio della trascendenza: la ragione degli antichi e la ragione dei moderni", Giuffrè, Roma, 1993, ISBN 9788814044175
- Socrate Platone Aristotele. Una filosofia della polis, da Politeia a Politika, Soveria Mannelli, Rubbettino, 2005, ISBN 88-498-1243-4.
- "Tra utopia e utopismo", Il Cerchio, Rimini, 2008, ISBN 9788884741905
- "Qui ed ora. Per una filosofia dell'eterno presente" con Giuseppe Casale, Il Cerchio, Rimini, 2011, ISBN 9788884742698
- AA.VV. "Il libro Manifesto Per una nuova oggettività", Heliopolis, Pesaro, 2011.
- (A cura di Gian Franco Lami), Giovanni Sessa, "Il pensiero di Eric Voegelin a 50 anni dalla pubblicazione di Ordine e Storia”, Franco Angeli, Roma, 2011, ISBN 9788856838619